# ناتالي جويس
ناتالي جويس (بالإنجليزية: Natalie Joyce)‏ هي ممثلة أمريكية، ولدت في 6 نوفمبر 1902 بنورفولك في الولايات المتحدة، وتوفيت في 1992 بسان دييغو في الولايات المتحدة.

## وصلات خارجية
- ناتالي جويس على موقع IMDb (الإنجليزية)
- ناتالي جويس على موقع قاعدة بيانات الفيلم (الإنجليزية)